# Sézanne
Sézanne là một xã thuộc tỉnh Marne trong vùng Grand Est đông nam nước Pháp. Xã này nằm ở khu vực có độ cao trung bình 148 mét trên mực nước biển. Dân số theo điều tra năm 1999 là 5585 người.